# Michael Sollbauer
Michael Sollbauer (ur. 15 maja 1990 roku w Klein St. Paul koło Sankt Veit an der Glan) – austriacki piłkarz występujący na pozycji środkowego obrońcy. Wychowanek WSG Wietersdorf, obecnie jest zawodnikiem austriackiego klubu Wolfsberger AC. Trzykrotny reprezentant Austrii U-21.